# The Back Room
The Back Room är Editors debutalbum, utgivet 25 juli 2005.

## Låtlista
1. Lights
2. Munich
3. Blood
4. Fall
5. All Sparks
6. Camera
7. Fingers in the Factories
8. Bullets
9. Someone Says
10. Open your arms
11. Distance